# Kelemen Mikes
Kelemen Mikes de Zágon (Zágon, kolovoz 1690. – Tekirdağ, 2. listopada 1762.) mađarski književnik, službenik ugarskog i erdeljskog kneza Franje Rákóczija II. te član njegove političke emigracije.
Mikes ja najviše poznat po svom književnom stvaralaštvu, točnije po svojim "pismima iz Turske". Ta serija od 207 fiktivnih pisama smatra se najvažnijim primjerom epistole (pjesničke poslanice) na mađarskom jeziku.

## Rani život
Mikes se rodio u selu Zágon u Transilvaniji (danas Zagon, Rumunjska). Školovao se u Koložvaru kod isusovaca. Mikes je rođen kao pripadnik reformirane (kalvinske) crkve, ali se još kao dijete preobratio na katoličku vjeru.

## U emigraciji
U 1707. postaje paž ugarskog i erdeljskog kneza Franje Rákóczija II. Nakon pada Rákóczijevog protuhabsburškog ustanka u 1711. Mikes je otišao u emigraciju sa svojim gospodarom. Prvo su boravili u Poljskoj, a zatim (od siječnja 1713. do listopada 1717.) u Francuskoj. 
U Parizu i Versaillesu Mikes je već bio tajnik izbjeglog vladara. Tijekom tih pet godina ne samo da je naučio jezik, već se i upoznao s francuskom književnošću. Međutim, francuska vanjska politika nije pogodovala planu izbjeglica da se vrate u Ugarsku kao osloboditelji od habsburške vlasti.
U 1717. grupa emigranata je dobila poziv od sultana Ahmeda III. u Tursku. Njihov brod je pristao u turskoj luci Galipolje 10. listopada. Oni su i onamo došli s ciljem da dobiju vojnu pomoć za povratak. No, stvari su uzele drugi tijek. 1718. godine Otomansko je carstvo požarevačkim mirom završilo svoj rat s Austrijom, a ni očekivana francuska pomoć nije pristigla. Poslije skoro dvogodišnje lutanje po zemlji Porta im je napokon odredila boravište u gradu Tekirdağu na obali Mramornog mora. Tamo su stigli 24. travnja 1720. godine.
Preostale 42 godine svog života Mikes je proveo u Turskoj, nikad se ne vrativši u svoju domovinu. Njegova majka je učinila sve kako bi isposlovala povratak svog sina. Mikesu je bilo preostalo samo da podnese molbu za pomilovanje kralju Karlu III. (austrijskom caru Karlu VI.). No, on to tada nije učinio jer nije htio napustiti već ostarjelog Rákóczija. Nakon smrti svog gospodara Mikes je zatražio amnestiju (1741.) od nove kraljice Marije Terezije, koju je ona odbila.  

## Vanjske poveznice
- Članak iz knjige Život i djelo mađarskih pisaca (mađ.)

- Život Kelemena Mikesa  Arhivirana inačica izvorne stranice od 17. veljače 2007. (Wayback Machine) (mađ.)